# Tareq Oubrou
Tareq Oubrou (en arabe : طارق أوبرو) est un essayiste et imam français, né le 31 octobre 1959 à Taroudant, au Maroc. Autodidacte en sciences religieuses, il est souvent présenté comme « imam de Bordeaux ». Apparaissant d'abord conservateur [Quand ?], il est maintenant [Quand ?]  connu pour ses prises de position publiques en faveur d'un islam libéral. Il affirme notamment que le Coran serait mal interprété[Par qui ?] notamment par méconnaissance du texte et de l'histoire contemporaine de Mahomet.

## Biographie
Tareq Oubrou naît au Maroc, de parents enseignants et francophones. À 19 ans, il arrive à Bordeaux afin de poursuivre un cursus en biologie et médecine. Mais, très vite, il renonce à ses études afin de se consacrer à la communauté musulmane de France comme imam. Peu pratiquant durant sa jeunesse, il déclare avoir à ce moment « découvert Dieu en une seconde ». Il se rend ainsi dans plusieurs villes françaises de tailles moyennes, telles que Nantes, Limoges ou encore Pau. Après une dizaine d'années passées « au chevet de la communauté », il revient à Bordeaux pour s'y installer durablement et diriger les prières (salat) et les sermons (khutba), au sein de la mosquée al Houda, rue Jules-Guesde.
Il entame alors une vaste réflexion théologico-canonique sur les conditions de l'expression et de la pratique musulmanes dans un espace sécularisé, affirmant renouer avec la tradition des fuqaha (juristes), qui concevaient le droit musulman en prenant en considération leur contexte historique et culturel. Il donne le nom de shari'a de minorité aux premiers fruits de cette réflexion. Selon lui, elle n'a pas vocation ni à se substituer au droit positif français, ni à s'y opposer. Il estime que les normes canoniques pourraient ainsi être autorisées en tant que dérogations, « une pratique conforme à la charia, mais pensée dans le contexte et le cadre juridique français ».
Il a présidé l'association des imams de France et a fondé l'AMG (Association des musulmans de la Gironde), affiliée à l'Union des organisations islamiques de France (UOIF). En raison de ses positions, il est néanmoins marginalisé au sein de l'UOIF. Après avoir développé une conception très radicale de l'islam, appelant notamment au rétablissement du califat, il rejoint l'UOIF grâce à la lecture d'Hassan el-Banna, le fondateur des Frères musulmans. Il affirme ainsi : « S’il n’y avait pas eu l’UOIF, je serais un taliban ».
Au début des années 1990, il contribue à faire construire la mosquée El-Houda de Bordeaux, dont il devient l'imam en 1991. L'Institut de découverte et d’étude des mondes musulmans est créé sous son impulsion et il décide d'ouvrir les portes de la mosquée aux visites scolaires.
Lors de la guerre de Gaza de 2014, il appelle les musulmans de France à ne pas confessionnaliser le conflit et déplore « un processus d'identification massif au peuple palestinien par une population musulmane vulnérable ».
Après l'attentat contre Charlie Hebdo, le ministre de l'Intérieur Bernard Cazeneuve le choisit comme interlocuteur privilégié des pouvoirs publics dans sa volonté de relancer le dialogue avec les représentants musulmans.
En mai 2016, l'organisation terroriste État islamique lance une fatwa contre lui, appelant à son assassinat.

### Vie privée
Il est naturalisé français en 1991. Marié, il est père de quatre enfants. Il a pour beau-frère Hassan Iquioussen,.

## Réflexions et positions
Autodidacte en sciences religieuses, Tareq Oubrou est connu pour ses prises de position publiques en faveur d'un islam libéral. Selon lui, le Coran serait mal interprété par les jeunes. Il préconise la réécriture de l'Histoire de France dans les manuels scolaires « à la lumière de la présence musulmane aujourd'hui ».
En 2002, dans son livre d'entretien avec la sociologue Leïla Babès, Loi d’Allah, loi des hommes, il écrit : « Le khimâr (cachant les cheveux et le cou) et le jilbâb (qui cache le reste du corps) sont des prescriptions vestimentaires divines qui ne sont abrogées par aucun autre texte. Objectivement, s’il y avait le moindre soupçon sur cette norme, je serais le premier à prôner sa levée ».
En 2004, il est opposé à la loi sur les signes religieux dans les écoles publiques françaises tout en estimant que le foulard islamique n’est qu’une prescription mineure et en prônant une « visibilité discrète de l’islam ». Il est à l'époque considéré comme un fondamentaliste.
En 2012, dix ans après, sa lecture de la question a évolué, quand il déclare à L'Express : « Quant au voile, je n’ai trouvé aucun texte qui oblige la femme à se couvrir la chevelure », puis l'année suivante il déclare que le Coran n'oblige pas la femme à se couvrir les cheveux mais qu'elle doit cependant rester pudique, car c'est ce principe qui ressort de son interprétation du Coran. Ainsi pour lui, aujourd'hui le foulard chez les musulmans est devenu un objet obsessionnel qui réduit la femme musulmane à un foulard,.

## Publications
- Avec Leïla Babès, Loi d'Allah, loi des hommes : liberté, égalités et femmes en islam, Paris, Albin Michel, coll. « Spiritualités », 2002  (ISBN 978-2226132789)
- L'unicité de Dieu : des noms et attributs divins (opuscule 1/10), Saint-Denis, Éditions Bayane, 2006  (ISBN 2-915147-08-6)
- Avec Cédric Baylocq et Michaël Privot, Profession imâm, Paris, Albin Michel, coll. « Spiritualités »), 2009  (ISBN 978-2226191281)
- Avec Samuel Liéven, Un imam en colère, Paris, Bayard, 2012  (ISBN 9782227485327)
- Avec David Meyer et Michel Rémaud, La vocation de la Terre Sainte : un juif, un chrétien et un musulman s'interrogent, Namur, Édition Lessius, coll. « L'Autre et les autres », no 15), 2014  (ISBN 978-2-87299-263-8)
- Ce que vous ne savez par sur l’Islam, Paris, Fayard, 2016  (ISBN 9782213687513)
- Avec Marie-Françoise Colombani, La féministe et l'imam, 2017
- Appel à la réconciliation : foi musulmane et valeurs de la République française, Paris, Plon, 2019  (ISBN 978-2259268431)

## Distinction
- Chevalier de la Légion d'honneur (1er janvier 2013[14],[15])

### Ouvrages de Tareq Oubrou
1. ↑  Loi d’allah, loi des hommes, p. 2016.